# O Aventureiro de Hong Kong
O Aventureiro de Hong Kong  (em inglês:  Soldier of Fortune) é um filme estadunidense de 1955, gênero drama romântico, dirigido por Edward Dmytryk para a 20th Century Fox. Roteiro de Ernest K. Gann que adaptou livro próprio homônimo, tendo sido filmado em CinemaScope.

## Elenco
- Clark Gable .... Hank Lee
- Susan Hayward .... Mrs. Jane Hoyt
- Michael Rennie .... Inspetor Merryweather, da Polícia Marítima de Hong Kong
- Gene Barry.... Louis Hoyt
- Alexander D'Arcy .... Rene Dupont Chevalier (como Alex D'Arcy)
- Tom Tully ....  Tweedie, Owner of Tweedie's Bar
- Anna Sten .... Madame Dupree
- Russell Collins .... Icky, pianista
- Leo Gordon .... Big Matt
- Richard Loo .... General Po Lin
- Soo Yong .... Dak Lai
- Frank Tang .... Capt. Ying Fai (do Chicago)
- Jack Kruschen .... Austin Stoker, assistente de Lee
- Mel Welles .... Fernand Rocha
- James Hong...Policial chinês (não creditado)

## Sinopse
A corajosa norte-americana Jane Hoyt chega à colônia britânica de Hong Kong, buscando por seu marido, o cinegrafista e jornalista Louis Hoyt, que desapareceu durante uma viagem à China Comunista. Nessa busca ela é ajudada pelo oficial da polícia marítima britânica Merryweather, pelo rico contrabandista e ex-combatente americano Hank Lee, pelo aventureiro francês Rene Dupont e por vários nativos chineses. Eles descobrem que Louis é mantido prisioneiro na província de Cantão e Hank Lee, mesmo tendo se apaixonado por Jane, arma um barco (o "Chicago") e organiza uma expedição à perigosa e hostil região para resgatar o jornalista.